# 朝鮮民主主義人民共和国の地理
座標: 北緯40度00分 東経127度00分 / 北緯40.000度 東経127.000度

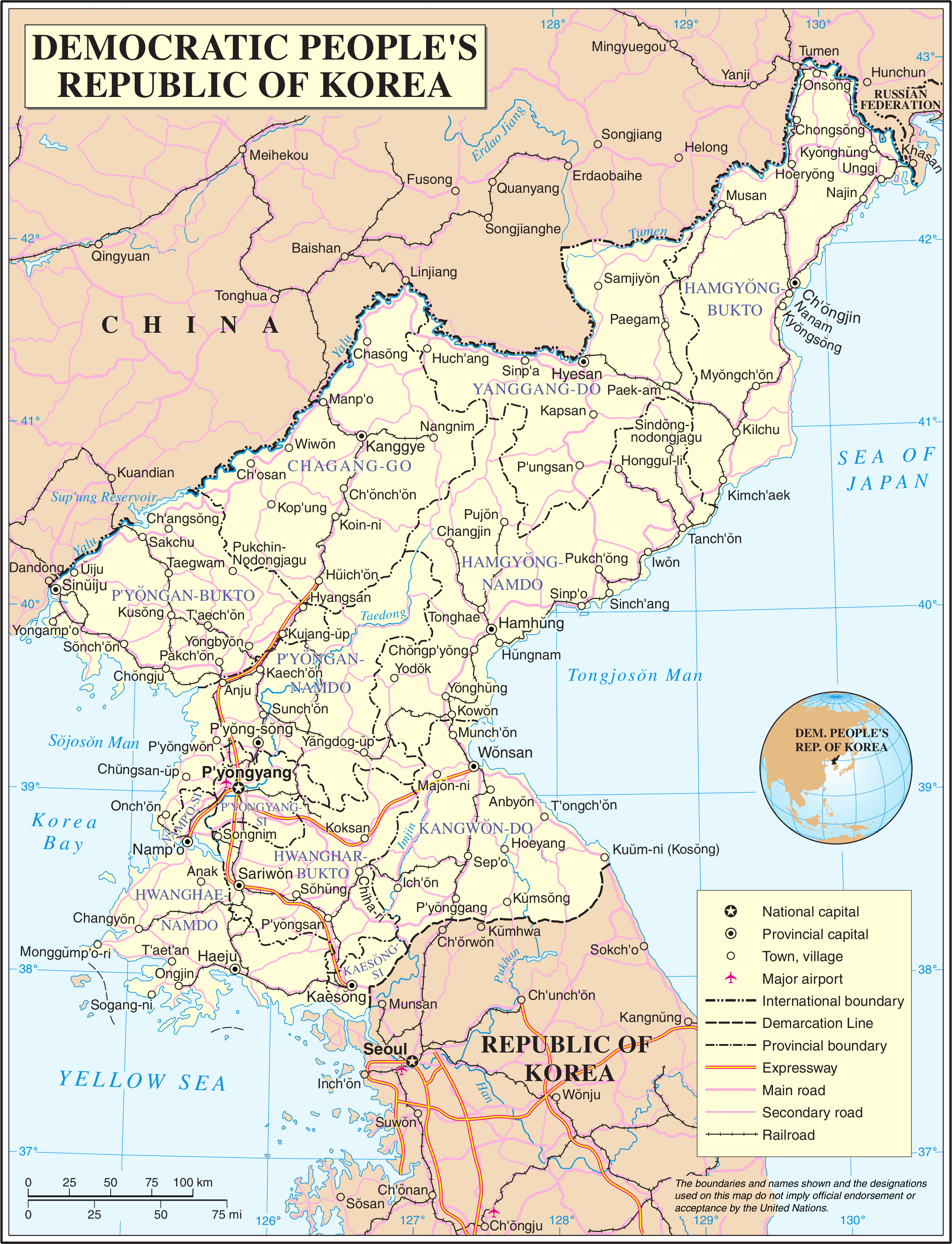
朝鮮民主主義人民共和国の全国地図

朝鮮民主主義人民共和国の地理（ちょうせんみんしゅしゅぎじんみんきょうわこくのちり）では朝鮮民主主義人民共和国（以下、北朝鮮）の地理について述べる。
北朝鮮は、中華人民共和国、大韓民国、ロシア連邦の3か国と国境を接している。ただし、北朝鮮と韓国は両国が互いに朝鮮半島の正当な統治国家であると主張しており、本来国境は存在していないが、本項では実効支配をしている国家として軍事境界線を基に、北側を北朝鮮、南側を韓国の領土として扱う。

## 概要

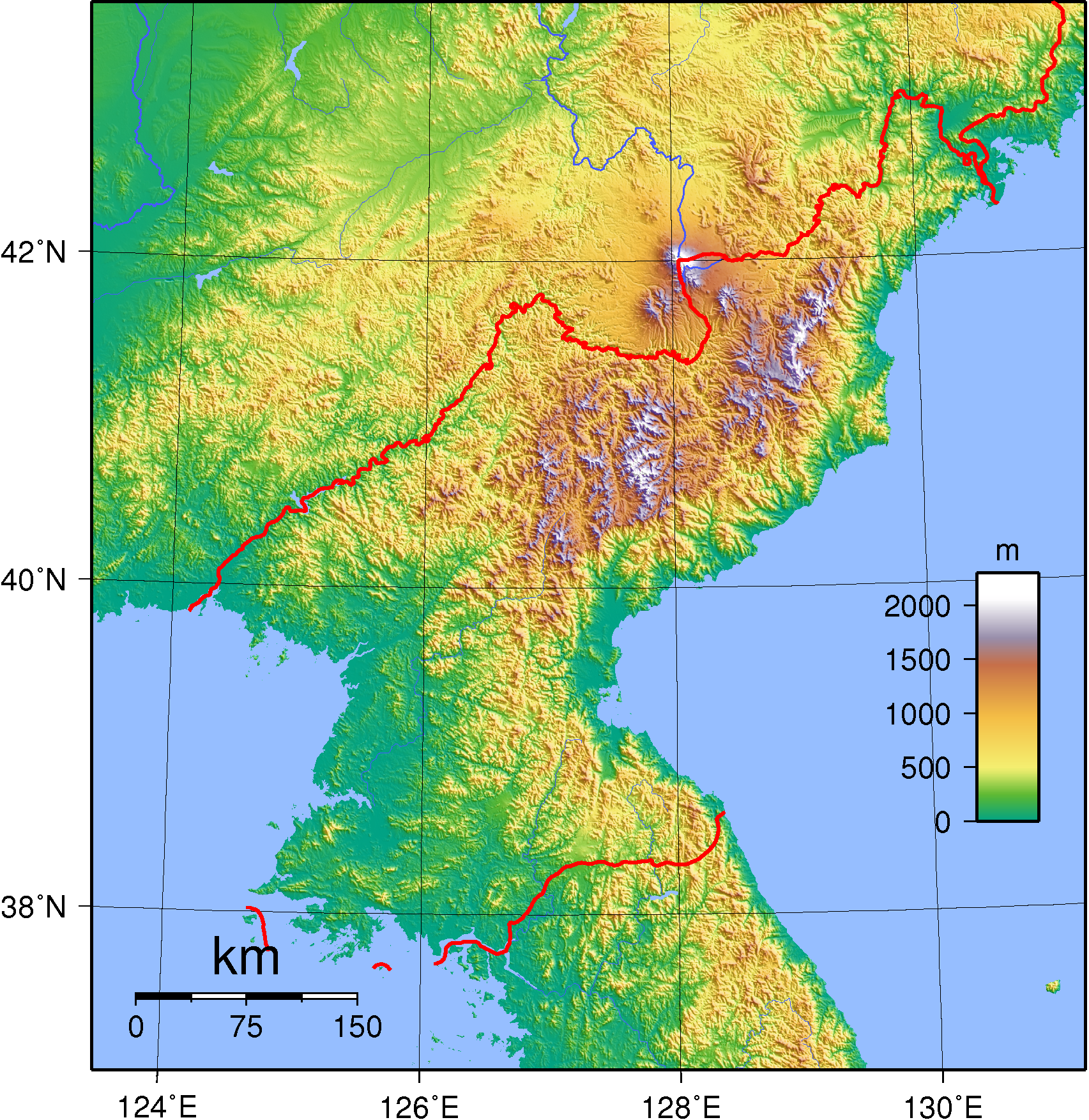
北朝鮮の地形

北朝鮮の国土面積は120,538 km²である。その内、120,408 km²を陸地が占めており、残りの130 km²が水地である。また、総計1,671.5 kmの国境線を有し、中国とは1,480 km、韓国とは238 km、ロシアとは17.5 kmの国境線を接している。
北朝鮮の国土の大部分は、中規模の山脈と丘陵による山岳地帯で構成されている。最高峰の白頭山は、北部中国との国境に位置し、標高は2,744 mである。沿岸部では西海岸に広大な平野があり、小さな群島が点在している。また、日本海の海岸線には山岳部に狭い平野が形成されている。

## 環境

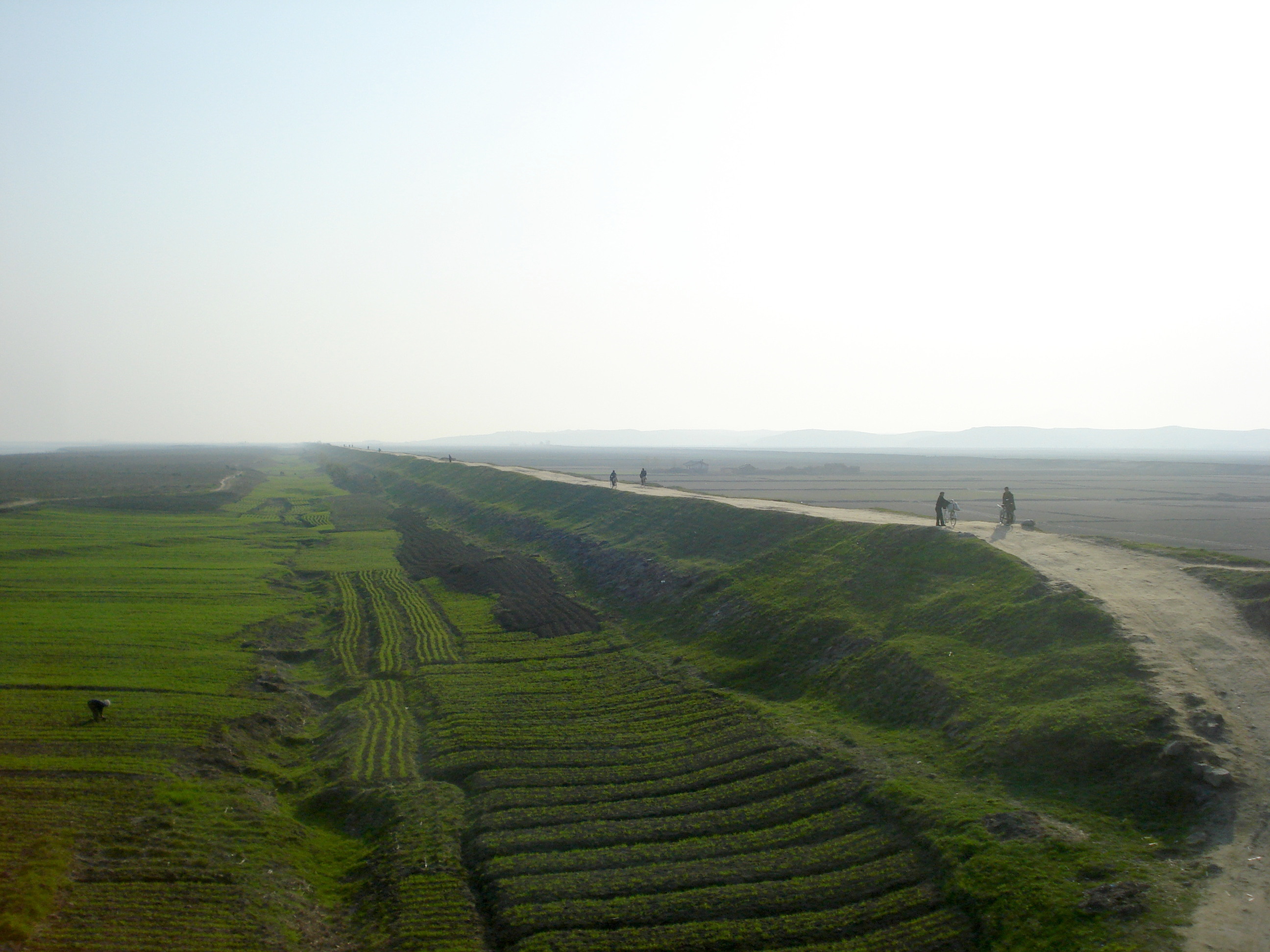
北朝鮮の農地

北朝鮮の自然環境は、高山、森林、農地、水源、海洋生態系を含めて多様なバイオームである。
ただし、近年は「環境破壊」「自然災害」「生態系崩壊」の状態にあると報告されている。
耕作、伐採、自然災害などの影響により、森林破壊に拍車が掛かっている。また、1990年代の経済危機の間、多く国民によって薪などのエネルギーに供用するために森林破壊が多く行われ、土壌浸食、土壌枯渇、洪水の危険度が高まった。北朝鮮はこれら破壊による弊害対応するため、植林の計画を推進している。

## 国境係争

北方限界線

北朝鮮政府は海岸線から12海里を自国領海であると主張しており、排他的経済水域の権利も要求している。加えて、日本海と軍事境界線の海上地帯（黄海）の沖合では、外国の船舶および飛行機の無許可の侵犯を禁止する空海域を画定している。
黄海の軍事境界線は、連合国軍最高司令官総司令部によって北方限界線として、北朝鮮と韓国の間で国境線が定められている。ただ、北朝鮮側はこれを認めず、朝鮮人民軍海軍と韓国海軍との間で5回の係争事態（2009年には3件、2010年には2件）が発生している。

## 天然資源の活用
活用可能な天然資源には、石炭、石油、鉛、タングステン、亜鉛、グラファイト、マグネサイト、鉄鉱石、銅、金、塩、蛍石が存在している。

### 土地活用
| 耕地           | 19.5 % |
| 生育作物       | 1.9 %  |
| 牧草地         | 0.4 %  |
| 森林           | 46.0 % |
| その他         | 32.2 % |
| 2011年度の総計 |        |

### 灌漑用地
- 14,600 km² (2003)

### 再生可能水源
- 77.15 km3 (2011)

### 淡水利用 (国内/工業/農業)
- 合計: 8.66 km3/yr (10 %/13 %/76 %)
- 一人当たり: 360.6 m3/yr (2005)。